# Rhoptromyrmex mayri
Rhoptromyrmex mayri é uma espécie de insecto da família Formicidae.
É endémica da Índia.